# Arvsskatt
Arvsskatt är skatt på arv. Arvsskatt finns i de allra flesta OECD-länder. Arvsskatter är vanligen utformade så att skattesatsen varierar såväl med arvets storlek (en progressiv skattesats tillämpas) som med arvtagarens släktskap eller annan koppling till den avlidne, så att makar eller barn betalar lägre skatt än mer avlägsna släktingar.
Under 1900-talet har arvsskatt ansetts vara ett viktigt verktyg för att minska förmögenhetsskillnader och förmögenhetskoncentration i många länder, och i bland annat USA och Storbritannien förekom under många år skattesatser på omkring 80 % på de allra största arven. Sedan 1970-talet har arvsskatten sänkts i många länder och idag uppgår skattesatsen på de största arven till omkring 40 % i större länder som USA, Storbritannien, Tyskland och Frankrike. Flera länder har lägre arvsskatt och flera har valt att ta bort arvsskatten helt, däribland Sverige, Norge och Österrike.
Arvsskatt har ofta varit knuten till gåvoskatt för att förhindra skatteplanering där man ger sina arvingar förskott på arvet.

## USA
I USA tas en federal arvsskatt, kallad estate tax, ut med 40 % för arv över 11,2 miljoner dollar. Flera delstater tar dessutom ut olika former av arvsskatt utöver den federala skatten.
Tidigare har arvsskatten i USA varit högre, från början av 1940-talet till mitten av 1970-talet uppgick den högsta federala arvsskatten till 78 % för de största ärvda förmögenheterna.

## Storbritannien
I Storbritannien tas arvsskatt, kallad inheritance tax, ut på ärvda tillgångar som överstiger 325 000 pund. Skattesatsen är i normalfallet 40 %.
Tidigare har Storbritannien haft betydligt högre arvsskatt och som mest låg den högsta skattesatsen på 85 % i början av 1970-talet.

## Tyskland
I Tyskland är arvsskatten mellan 7 % och 50 % beroende på arvets storlek och hur nära släkt med den avlidne arvingen är. Den högsta skattesatsen gäller avlägsna släktingar och ärvda förmögenheter som överstiger 6 miljoner euro. Grundavdraget är 500 000 euro för make/maka och 400 000 för barn medan det för avlägsna släktingar ligger på 20 000
För att underlätta generationsskifte i familjeföretag finns särskild regler som medger lättnader om ägandet kvarstår inom familjen efter fem år och ett antal krav uppfylls.

## Danmark
I Danmark tas en arvsskatt ut under namnet boafgift, som 1995 ersatte arveafgift. Makar och registrerade partner betalar ingen boafgift. Nära släktingar betalar 15 procent på belopp över 289 000 danska kronor. Övriga betalar dels dessa 15 procent, och dels 25 procent på återstoden, det vill säga totalt 36,25 procent.
Folketinget beslutade i juni 2017 om ändring i boafgiftsloven som innebär att arvsskatten på familjeägda företag successivt sänks till 5 procent 2020.

## Finland
I Finland tas arvsskatt ut på arv över 20 000 euro. För belopp därutöver tas en skattesats ut som varierar mellan 7 och 19 procent för makar och släktingar i rakt upp- och nedstigande led ("I skatteklassen"), och mellan 20 och 35 procent för andra arvtagare ("II skatteklassen").

## Norge
I Norge har arvsskatten avskaffats från 2014.

## Sverige
Arvsskatten i Sverige avskaffades 1 januari 2005, av regeringen Persson, men datumet flyttades retroaktivt till 17 december 2004. På detta sätt befriades de efterlevande efter de avlidna i jordbävningen i Indiska oceanen 2004 från arvsskatt. Arvskatten för efterlevande make, registrerad partner och sambo avskaffades dock redan 1 januari 2004. Leif Pagrotsky, som då var näringsminister, har i efterhand avslöjat att avskaffandet av arvsskatten var en eftergift från Regeringen Persson till Svenskt Näringsliv eftersom Persson misslyckats med att få med Sverige i EMU, en annan av Svenskt Näringslivs förhoppningar.
En modern beskattning av arv infördes i Sverige 1884 men arvsskatten förblev relativt låg fram till slutet av 1910-talet. Efter första världskriget och demokratins genombrott i Sverige höjdes arvsskatten väsentligt. Under trettioårsperioden 1918 till 1948 femtonfaldigades den högsta skattesatsen på arv från 4 % till 60 %. Den socialdemokratiske ideologen och finansministern Ernst Wigforss argumenterade starkt för arvsbeskattning som ett medel för ekonomisk utjämning, och menade att en hög arvsbeskattning var att föredra framför hög beskattning av förmögenheter eller kapitalinkomster. I Egendomsutjämning och arvsskatt (1928) skriver Wigforss att "åtskilligt talar för att kravet på en utjämning av de mest skärande olikheterna i ekonomiskt hänseende lättast vinner anslutning om man knyter an vid det förvärv av rikedom utan egna samhällsnyttiga insatser, som arv av förmögenheter innebär".
Allra högst var arvsskatten i Sverige under några år på 1980-talet då den nådde upp till 70 % på större förmögenheter. Arvsskatten gav inga stora bidrag till de totala skatteintäkterna. Som mest, på 1930-talet, bidrog de med 2,5 procent av skatteintäkterna. Vid avskaffandet var de totala skatteintäkterna 2,5 miljarder kronor. Orealiserad reavinstskatt fick ej dras av och summan av dem blev nära 100 %. Det hände att arvsskatten och reavinstskatten blev större än förmögenheten om värdet sjönk mellan dödsdagen och försäljningen av aktier eller fastigheter. Det fanns olika sätt att utföra skatteplanering. Man kunde till exempel låna pengar och köpa tillgångar som hade lägre beskattning än normalvärdet. Lånet drogs av till 100 %. De som dog oväntat i medelåldern, ofta efterlämnande minderåriga barn, fick högre skatt eftersom de inte hunnit skatteplanera. Många äldre förmögna valde av dessa skatteskäl att flytta till annat land. Det var även vanligt att arvingar av medelstora arv, runt 100 000 kronor, gjorde arvsavståenden till barnen för att undvika arvsskatt.
Arvsbeskattningen hade länge ett brett politiskt stöd i Sverige men under 1980-talet växte kritiken mot arvsskatten från familjeföretagare. Det påtalades att familjeföretag drabbades särskilt hårt eftersom de tvingades realisera tillgångar i företaget för att betala arvsskatten, att de drabbades av skatt i flera led vid en tidpunkt där det samtidigt ofta finns många andra viktiga uppgifter att hantera för att företaget ska klara ett generationsskifte. Många storföretag i Sverige eller utländska företag köpte billigt mellanstora svenska företag som arvingar var tvungna att sälja snabbt. Problematiken kring generationsskiften i familjeföretag var det huvudsakliga argumentet när arvsskatten avskaffades i Sverige.
Avskaffandet av arvsskatten kom att förvåna många men också glädja många företagare. Den utredning som berett frågan, Egendomsskattekommittén, föreslog först ett avskaffande av arvsskatten mellan makar, men hade förespråkat att skatten till andra arvingar skulle sänkas men finnas kvar, främst på grund av sin "utjämnande effekt på inkomst- och förmögenhetsfördelningen i samhället". Inför valet 2002 hade bara ett parti, Moderaterna, sagt sig vilja att ta bort arvsskatten, och ändå skulle en enig riksdag bara två år senare rösta för att Sverige skulle sluta beskatta arv. Att det fanns ett starkt engagemang i arvsskattefrågan från landets företagare och ett lika starkt stöd från allmänheten bekräftades senare av SOM-institutet vid Göteborgs universitet. I sin årsrapport för 2005 skriver institutet att arvs- och gåvoskatterna tillhörde de minst populära skatterna samt konstaterade: ”Det tycks alltså ha funnits ett medborgerligt stöd för beslutet att avskaffa dessa skatter.” 

### Arvsskatt i Sverige fram till 2004
I det system för arvsskatt som gällde i Sverige fram till 2004 delades arvingarna in i tre skatteklasser med olika beskattning:
- Klass I utgjordes av den avlidnes make, registrerad partner eller sambo, barn, avkomlingar till barn (barnbarn och så vidare), styvbarn och i vissa fall fosterbarn, make eller sambo till barn, samt efterlevande make eller sambo till avlidet barn.
- Klass II utgjordes av den avlidnes föräldrar, syskon, syskonbarn och annan person som inte tillhör klass I och III.
- Klass III utgjordes bland annat av kommuner och svenska stiftelser eller föreningar.

Ett grundavdrag tillämpades, med följande belopp för år 2004. Klass I: 70 000 kr, och för barn ytterligare 10 000 kronor per år (eller del av år) som återstår till 18 års ålder. Klass II och klass III: 21 000 kr.
Den del av arvet som återstod efter grundavdraget betecknades den skattepliktiga lotten, och på denna betalades 10–30 % skatt. För klass I gällde 10 % upp till 300 000 kronor och 30 % på delen över 600 000 kronor. För klass II gällde 10 % upp till 70 000 kronor och 30 % på delen över 140 000 kronor. För klass III gällde 10 % upp till 90 000 kronor och 30 % på delen över 170 000 kronor.
Om en arvinge avled inom tio år från arvet var det möjligt att få del av arvsskatten återbetald i form av eftergift. Storleken på eftergiften minskade med tiden. Inom ett år var den 100 %, och minskade därefter med 10 procentenheter per år till 10 % mellan nio och tio år.
Det var möjligt för arvingen att undkomma arvsskatten helt eller delvis genom att göra arvsavståenden till sina barn. Sådana arvsavståenden var vanliga, visar forskning från IFAU.